# Provinz Tamba

Karte der japanischen Provinzen, Tamba rot markiert

Tamba (jap. 丹波国, Tamba no kuni) war eine der historischen Provinzen Japans. Das Gebiet bildet heute den zentralen Teil der Präfektur Kyōto und umfasst auch ein Gebiet im östlichen Teil der Präfektur Hyōgo. Tamba grenzte an die Provinzen Harima, Ōmi, Settsu, Tajima, Tango, Wakasa und Yamashiro.

## Geschichte
Die Provinz Tamba wurde im 7. Jahrhundert eingerichtet. Am 3. Tag des 4. Monats  713 wurde der Nordteil mit den Kōri Kasa, Yosa, Tamba, Takeno und Kumano als Provinz Tango („Hinter-Tamba“) abgespalten. Beide zusammen werden auch Tanshū (丹州) genannt.
Die alte Provinzhauptstadt (kokufu) lag wahrscheinlich im Gebiet des modernen Kameoka. In der Provinz regierte eine Reihe kleinerer Daimyō, bis sie von Oda Nobunaga erobert und seinem General Akechi Mitsuhide (der ihn später ermordete) als Lehen gegeben wurde.

## Umfang
Die Provinz Tamba umfasste folgende spätere Landkreise (gun):
- Amata (天田郡)
- Funai (船井郡)
- Hikami (氷上郡)
- Ikaruga (何鹿郡)
- Kuwada (桑田郡)
- Taki (多紀郡)